# Leichtathletik-Europameisterschaften 1998/Hochsprung der Frauen

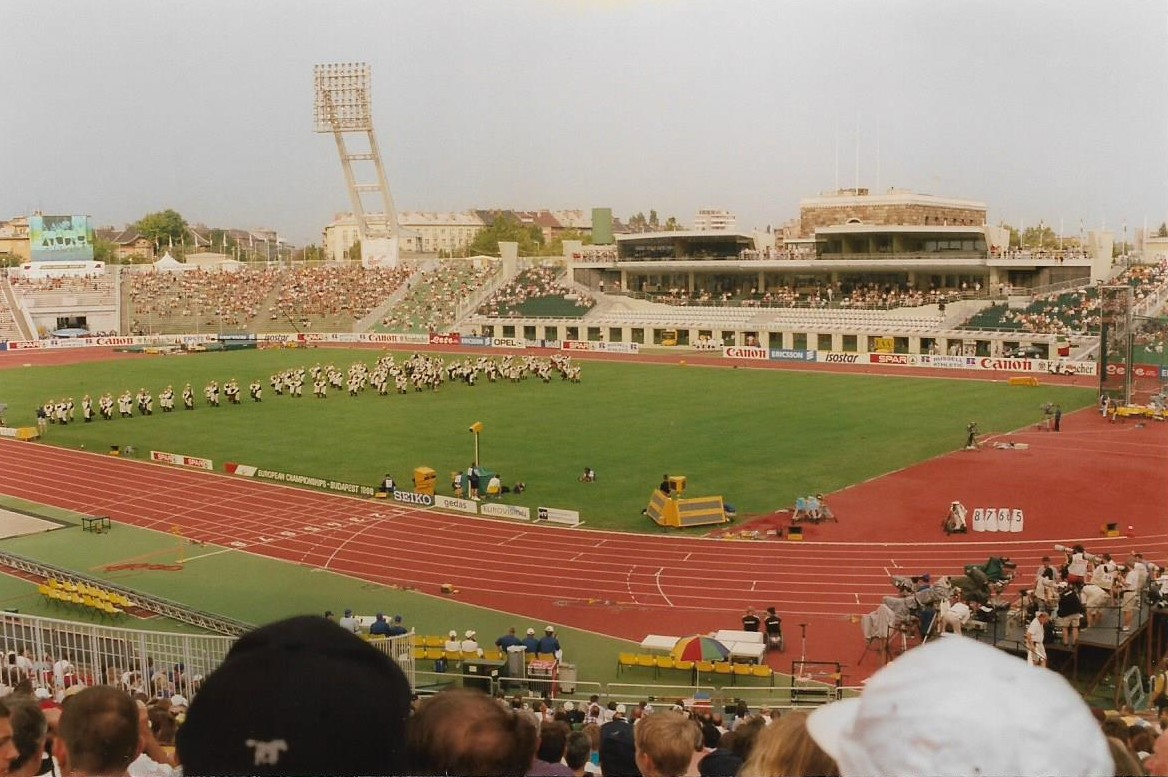
Das Népstadion von Budapest im Jahr 1998

Der Hochsprung der Frauen bei den Leichtathletik-Europameisterschaften 1998 wurde am 20. und 23. August 1998 im Népstadion der ungarischen Hauptstadt Budapest ausgetragen.
Europameisterin wurde die Rumänin Monica Iagăr-Dinescu. Sie gewann vor der Polin Donata Jancewicz. Bronze ging an die inzwischen für Deutschland startende Alina Astafei, die 1992 noch für Rumänien Olympiazweite war und 1995 für Deutschland WM-Silber errungen hatte.

## Bestehende Rekorde
| Weltrekord           | 2,09 m | Stefka Kostadinowa | Rom, Italien           | 30. August 1987   |
| Europarekord         | 2,09 m | Stefka Kostadinowa | Rom, Italien           | 30. August 1987   |
| Meisterschaftsrekord | 2,02 m | Ulrike Meyfarth    | EM Athen, Griechenland | 8. September 1982 |

Der bestehende EM-Rekord wurde bei diesen Europameisterschaften nicht erreicht. Am höchsten sprang die rumänische Europameisterin Monica Iagăr-Dinescu mit 1,97 m, womit sie fünf Zentimeter unter dem Rekord blieb. Zum Welt- und Europarekord fehlten ihr zwölf Zentimeter.

## Qualifikation
20. August 1998
26 Wettbewerberinnen traten in zwei Gruppen zur Qualifikationsrunde an. Sieben von ihnen (hellblau unterlegt) übertrafen die Qualifikationshöhe für den direkten Finaleinzug von 1,93 m. Damit war die Mindestzahl von zwölf Finalteilnehmerinnen nicht erreicht. Das Finalfeld wurde mit den fünf nächstplatzierten Sportlerinnen (hellgrün unterlegt) auf zwölf Springerinnen aufgefüllt, die Fehlversuchsregel kam dabei zur Anwendung. So reichten für die Finalteilnahme schließlich 1,90 m.

### Gruppe A

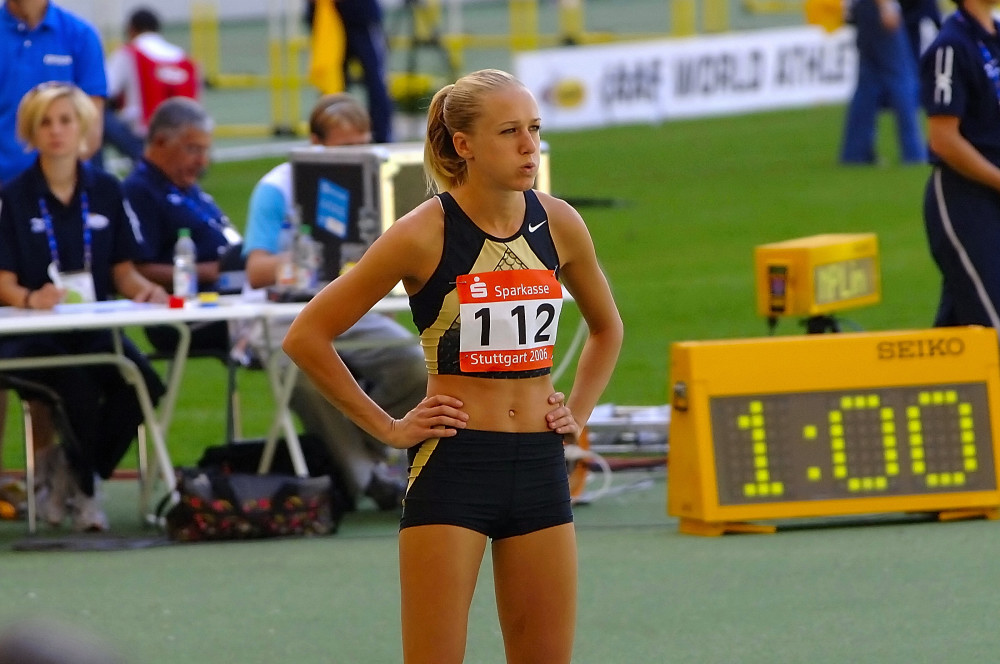
Die später sehr erfolgreiche Kajsa Bergqvist schied mit 1,90 m bei zu vielen Fehlversuchen sehr knapp aus

| Platz | Name                 | Nation      | Höhe (m) |
| ----- | -------------------- | ----------- | -------- |
| 1     | Wita Stjopina        | Ukraine     | 1,93     |
| 1     | Jelena Guljajewa     | Russland    | 1,93     |
| 3     | Viktoria Fjodorowa   | Russland    | 1,93     |
| 4     | Donata Jancewicz     | Polen       | 1,93     |
| 5     | Wenelina Wenewa      | Bulgarien   | 1,90     |
| 5     | Alina Astafei        | Deutschland | 1,90     |
| 7     | Pia Zinck            | Dänemark    | 1,90     |
| 8     | Kajsa Bergqvist      | Schweden    | 1,90     |
| 9     | Tazzjana Scheutschyk | Belarus     | 1,90     |
| 10    | Olga Bolșova         | Moldau      | 1,87     |
| 11    | Dóra Győrffy         | Ungarn      | 1,87     |
| 12    | Monika Gollner       | Österreich  | 1,87     |
| 13    | Francesca Bradamante | Italien     | 1,83     |

### Gruppe B
| Platz | Name                 | Nation       | Höhe (m) |
| ----- | -------------------- | ------------ | -------- |
| 1     | Sigrid Kirchmann     | Österreich   | 1,93     |
| 2     | Monica Iagăr-Dinescu | Rumänien     | 1,93     |
| 2     | Julia Ljakowa        | Russland     | 1,93     |
| 4     | Zuzana Kováciková    | Tschechien   | 1,90     |
| 5     | Niki Bakogianni      | Griechenland | 1,90     |
| 6     | Iryna Mychaltschenko | Ukraine      | 1,90     |
| 7     | Khristina Kalcheva   | Bulgarien    | 1,87     |
| 8     | Nelė Žilinskienė     | Litauen      | 1,87     |
| 9     | Daniela Rath         | Deutschland  | 1,83     |
| 9     | Cigdem Arslan        | Türkei       | 1,83     |
| 11    | Ina Gliznuța         | Moldau       | 1,83     |
| 11    | Tatyana Gulevich     | Belarus      | 1,83     |
| 13    | Mimi Storm-Hansen    | Norwegen     | 1,78     |

## Legende
Kurze Übersicht zur Bedeutung der Symbolik – so üblicherweise auch in sonstigen Veröffentlichungen verwendet:
| – | verzichtet   |
| o | übersprungen |
| x | ungültig     |

## Finale

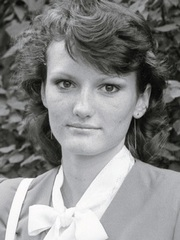
Bronzemedaillengewinnerin Alina Astafei, 1992 für Rumänien Olympiazweite und 1995 für Deutschland WM-Zweite
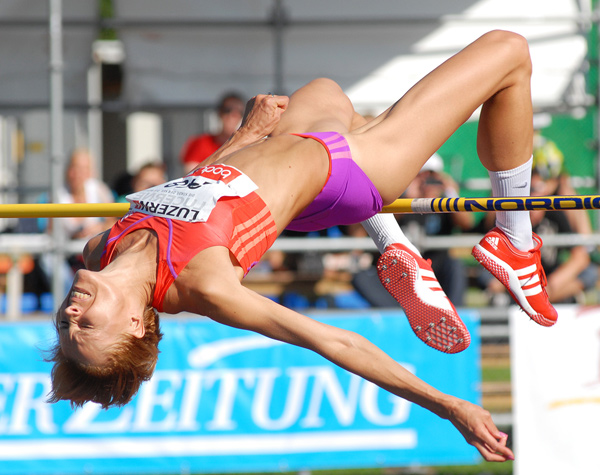
Wita Stjopina wurde Siebte

23. August 1998
| Platz | Name                 | Nation       | Resultat (m) | 1,80 m | 1,85 m | 1,89 m | 1,92 m | 1,95 m | 1,97 m | 2,03 m |
| 1     | Monica Iagăr-Dinescu | Rumänien     | 1,97         | o      | o      | o      | o      | o      | xo     | xxx    |
| 2     | Donata Jancewicz     | Polen        | 1,95         | –      | o      | –      | xo     | o      | xxx    |        |
| 3     | Alina Astafei        | Deutschland  | 1,95         | o      | o      | o      | xxo    | o      | xxx    |        |
| 4     | Sigrid Kirchmann     | Österreich   | 1,92         | –      | o      | xxo    | o      | xxx    |        |        |
| 5     | Wenelina Wenewa      | Bulgarien    | 1,92         | –      | o      | –      | xo     | xxx    |        |        |
| 6     | Jelena Guljajewa     | Russland     | 1,92         | o      | o      | xxo    | xo     | xxx    |        |        |
| 7     | Wita Stjopina        | Ukraine      | 1,92         | o      | xo     | o      | xxo    | xxx    |        |        |
| 8     | Pia Zinck            | Dänemark     | 1,89         | o      | o      | o      | xxx    |        |        |        |
| 9     | Niki Bakogianni      | Griechenland | 1,89         | o      | o      | xxo    | xxx    |        |        |        |
| 10    | Viktoria Fjodorowa   | Russland     | 1,85         | o      | o      | xxx    |        |        |        |        |
| 11    | Zuzana Kováciková    | Tschechien   | 1,85         | xo     | o      | xxx    |        |        |        |        |
| 12    | Julia Ljakowa        | Russland     | 1,85         | xo     | xo     | xxx    |        |        |        |        |